# Ruská revoluce (1917)
Ruská revoluce 1917 je označení pro souhrn událostí v ruských dějinách roku 1917, během kterých se Ruské impérium proměnilo v historicky první komunistický stát světa. 
V první fázi zvané Únorová revoluce došlo v důsledku nespokojenosti s poměry za první světové války ke svržení cara Mikuláše II. a moc získala Prozatímní vláda. Ta měla nově zřízenou Ruskou republiku dočasně vést, než vzejde nová vláda z voleb do Ústavodárného shromáždění. 
Druhou fází je Říjnová revoluce, ve které bolševici, sociálně-demokratičtí radikálové vedení Leninem a Trockým, svrhli prozatímní vládu a zmocnili se vedení země. Bolševici pod jménem komunistické strany pomocí represí, násilí a vítězství v občanské válce s mnoha miliony obětí udrželi moc a podařilo se jim obnovit větší část impéria nazývaného od roku 1922 Sovětský svaz. 
Výsledek ruské revoluce měl zásadní význam pro dějiny 20. století, jak kvůli velmocenskému statusu Sovětského svazu, tak jako revoluční vzor pro vznik dalších socialistických států. 

## Průběh
První z revolucí, únorová, úzce souvisela s rozpadem státu a korozí carské moci v důsledku první světové války, v níž Rusko bojovalo po boku Francie a Británie proti Německu a Rakousko-Uhersku. Tato revoluce svrhla carství a nastolila republiku, s prozatímní vládou a Alexandrem Fjodorovičem Kerenským v čele. Kerenského vláda však nestáhla Rusko z války, což otevřelo cestu revoluci druhé, stejně jako systém lidových rad (sovětů), který vznikl spontánně během revoluce. Se sověty, ovládanými nižší vrstvou a radikalizovanými vojáky, se prozatímní vláda od počátku revoluce musela dělit o moc (tzv. dvojevlastije). Program převedení veškeré moci na sověty, ukončení války a pozemkové reformy si osvojila radikální levice, tedy komunisté, neboli tzv. bolševici, jež vedl Vladimir Iljič Lenin. Bolševici spustili druhou revoluci, říjnovou, během níž uzmuli moc. Učinili tak za pomoci své milice - tzv. Rudých gard (později přetvořených na Rudou armádu a částečně též na Čeku, tajnou policii). Ruskou účast ve válce ukončili Brestlitevskou mírovou smlouvou, i za cenu velkých územních ztrát a následné občanské války s nacionalisty (bělogvardějci) a nebolševickými socialisty (eseři, menševici aj.). Bolševický režim se ubránil i zahraniční invazi, jež začala v roce 1918. Bolševici pak Sovětskému svazu vládli až do jeho rozpadu v roce 1991.
Obě revoluce měly své epicentrum v Petrohradě, tehdejším hlavním městě Ruska, ale bolševici brzy přenesly hlavní město do Moskvy. Bolševici rovněž kolem revoluce vytvořili rozsáhlou mytologii (útok na Zimní palác, výstřel z lodi Aurora), která někdy s reálnými událostmi souvisela jen volně. V rámci jejich ideologie (marxismu-leninismu) byla říjnová revoluce vrchol lidských dějin a věřili, že vznikem "prvního socialistického státu na světě" celý svět vstoupil do nové, vyšší fáze vývoje. Tyto vznešené cíle měly ospravedlnit systematický a programový teror. Součástí mytologie říjnové revoluce bylo i upozaďování a snižování významu revoluce únorové a Kerenského. 
Bolševikům zdaleka nešlo jen o Rusko a Moskva se brzy stala epicentrem přípravy revoluce ve všech zemích světa. Toto epicentrum mělo svůj vliv, byť v pozdějších fázích vývoje státu (již za druhého vládce Stalina) se režim spíše nacionalizoval a program přípravy světové revoluce vyměnil za šíření a střežení ruského geopolitického vlivu, jakkoli součástí sovětské federace nebyli jen Rusové. Ač bolševici světovou revoluci nakonec nespustili, neboť revoluční poválečná vlna rychle opadla (porážka Bavorské či Maďarské republiky rad), díky vítězství nad nacistickým Německem ve druhé světové válce si jejich stát přece jen nakonec získal mimořádný mezinárodní vliv a zásadně formoval globální dějiny 20. století. To když vytvořil mohutnou sféru vlivu, tzv. východní blok, v němž byli země evropské (Polsko, Československo, Východní Německo ad.), asijské (v první fázi Čína, Vietnam), americké (Kuba) i africké (např. Etiopie). Svůj vliv si uchovával i mimo tento blok, zejména ve státech arabských. Nakonec se ale Sovětský svaz zhroutil, v důsledku ekonomického neúspěchu a volání obyvatelstva po demokracii, kterou režim ve svém rámci, navzdory jistým pokusům (perestrojka Michaila Gorbačova), nedokázal zajistit. 
Nový ruský stát po pádu komunismu čelil výzvě, jak se postaví k minulosti a oběma revolucím. Po putinizaci Ruska došlo k jakémusi kompromisu: je uctíván carský režim a Kerenského revoluce je tedy nadále upozaďována, říjnová revoluce a Lenin jsou vnímáni rovněž jako rozporuplní, ale naopak je adorován Stalin, jeho vítězství ve válce a jeho přeměna Sovětského svazu v imperiální stát a globální velmoc.

## Únorová revoluce
Nepokoje vyplynuly ze špatné situace v Rusku, trvající už od konce 19. století. Další zhoršení přinesla první světová válka, která pro Ruskou říši představovala vypětí všech sil a nespokojenost společnosti vyústila v revoluci. Car Mikuláš II. abdikoval a byl nahrazen prozatímní vládou po Únorové revoluci (odehrála se ve skutečnosti v březnu, protože v Rusku se používal juliánský kalendář).

## Říjnová revoluce
Po Říjnové revoluci (listopad 1917) bolševici v čele s Vladimirem Iljičem Leninem, svrhli Prozatímní vládu a založili Čeku k potlačení opozice. Aby ukončili zapojení Ruska do světové války, za cenu velkých územních ústupků, podepsalo vedení bolševiků s Německem v březnu 1918 Brestlitevskou mírovou smlouvu.
Proti vládě bolševiků se však mezitím postavily opoziční síly, načež vypukla ruská občanská válka, kterou vyhráli bolševici.